# Абдуллах ибн Умар
Абу́ Абдуррахма́н Абдулла́х ибн Ума́р ибн аль-Хатта́б аль-Кураши́, известный как Ибн Умар (араб. أبو عبد الرحمن عبد الله  بن عمر بن الخطاب القرشي‎; 610, Мекка, Хиджаз — 693, там же, Омейядский халифат) — исламский учёный-богослов, хадисовед и правовед. Один из молодых сподвижников пророка Мухаммеда и сын второго праведного халифа Умара ибн аль-Хаттаба.

## Биография
Родился в 610 году в Мекке. В раннем возрасте принял ислам и совершил переселение (хиджру) в Медину.
В связи с несовершеннолетием, Ибн Умар не участвовал в битвах при Бадре и Ухуде. В возрасте 18 лет принял участие в «битве у рва», затем в сражениях при Муте, Табуке и завоевании Мекки. После смерти Пророка не принимал активного участия в политической жизни Халифата. Участвовал в завоевательных походах в Северной Африке (648), Табаристане и Хорасане (651).
После трагической гибели халифа Усмана, Ибн Умар признал халифом Али ибн Абу Талиба, отказавшись возглавить Халифат. Во время Первой фитны сохранил нейтралитет и не присоединился ни к одной из сторон, хотя его симпатии были на стороне Али. После прихода к власти Муавии участвовал в осаде Константинополя. Выступал против наместника Омейядов в Ираке Аль-Хаджжаджа, отличавшегося своей жестокостью.
Абдуллах ибн Умар был грамотным и образованным человеком. Блестяще знал Коран и его толкование, хадисы пророка Мухаммеда. Хорошо знал исламское право.
В 693 году, в период хаджа, ему было нанесено смертельное ранение. Вероятно заговорщика подослал Аль-Хаджадж ибн Юсуф.

## Семья
Родители: Умар ибн аль-Хаттаб и Зайнаб бинт Мадхун.
Его родными братьями и сестрами были Хафса и Абдуррахман. Его братьями по отцовской линии, рождёнными от его мачехи Умм Кульсум бинт Джарвал, были Зайд и Убайдулла. У него была ещё одна мачеха, Курайба бинт Аби Умайя, но у неё не было собственных детей.
После того, как его отец стал халифом в 634 году, Ибн Умар женился на Сафии бинт Абу Убайд, и у них было шестеро детей: Абу Бакр, Абу Убайда, Вакид, Умар, Хафса и Сауда.

## Политические интересы
Ибн Умар участвовал в сражениях в Ираке, Персии и Египте, но сохранял нейтралитет на протяжении всей первой Гражданской войны. В 656 году он помешал своей сестре Хафсе последовать за Аишей в Верблюжью битву. После мирного договора, заключенного между Хасаном ибн Али и Муавией, Абдулла ибн Умар вместе с остальными мусульманами согласился присягнуть на верность Муавии I, чтобы он мог присоединиться к Халифату в 661 году 
Находясь в Медине во время Второй Фитны 680-х годов, Ибн Умар вместе с Абдаллахом ибн аз-Зубайром и Ибн Аббасом посоветовал Хусейну ибн Али сделать Мекку своей базой и сражаться против Язида I из Мекки. Хусейн не последовал этому совету и выбрал Куфу.

## Смерть
Абдулла ибн Умар умер в Мекке в 693 году.

## Наследие
Абдулла ибн Умар был вторым самым плодовитым рассказчиком хадисов, в общей сложности 2630 хадисов.
Говорили, что он был чрезвычайно осторожен в том, что он рассказывал, и что он рассказывал со слезами на глазах.
Он имеет положительную репутацию среди мусульман-суннитов. «Несмотря на большое уважение и почет, которым он пользовался у всех мусульман, и несмотря на неоднократно делавшиеся ему предложения встать на защиту халифата (от которых он упрямо отказывался), он держался совершенно в стороне от партийной борьбы, и на протяжении всех этих лет вел бескорыстную, благочестивую жизнь. Он известен своим нейтралитетом».